# ベルリン芸術大学
ベルリン芸術大学（ドイツ語: Universität der Künste Berlin, UdK）は、ドイツのベルリンにある公立の芸術大学である。芸術大学としてはヨーロッパで最も大きな規模をもつとされる。ベルリン市内に4校ある大学の中では規模が最も小さい。2001年11月まではホッホシューレ（Hochschule）だった。
1696年にフリードリヒ3世が設立した「絵画・彫刻・建築のエレクトラル・アカデミー」を起源とし、この種の学校としては世界で最も伝統のある学校の一つである。この150年の間に、音楽、建築、美術、デザインなどのさまざまな教育機関が徐々に合併して誕生した。
現在のUdKは多様性と伝統の両面で際立つカリキュラムをもつ。4つの学部（ファインアート学部、建築・メディア・デザイン学部、音楽学部、舞台芸術学部）があり、ドイツに3校ある総合芸術大学の1つである（他2校はブレーメン芸術大学とフォルクヴァング芸術大学）。現在約3,600人の学生が在学している。4つの学部の教育プログラムでは40以上のコースが提供されている。
博士号とそれに準ずる学位を授与する権限をもっているが、これはドイツの芸術・美術大学としては珍しい。ただし留学生の博士論文はドイツ語ではなく英語による執筆が許容されるなど、通常の学術博士と同等ではなく学位取得の条件は軽微である。
著名な教員や学生が在籍しており、教育理念も恒常的に発展を遂げていることから、芸術と芸術理論の優れた教育機関として広く認められている。
年に1度、UdK Rundgangの催しを通じて大学を一般向けに公開している。この催しはベルリンで重要なアートフェアの機能を果たしており、若いアーティストたちに脚光を当てる機会を提供している。

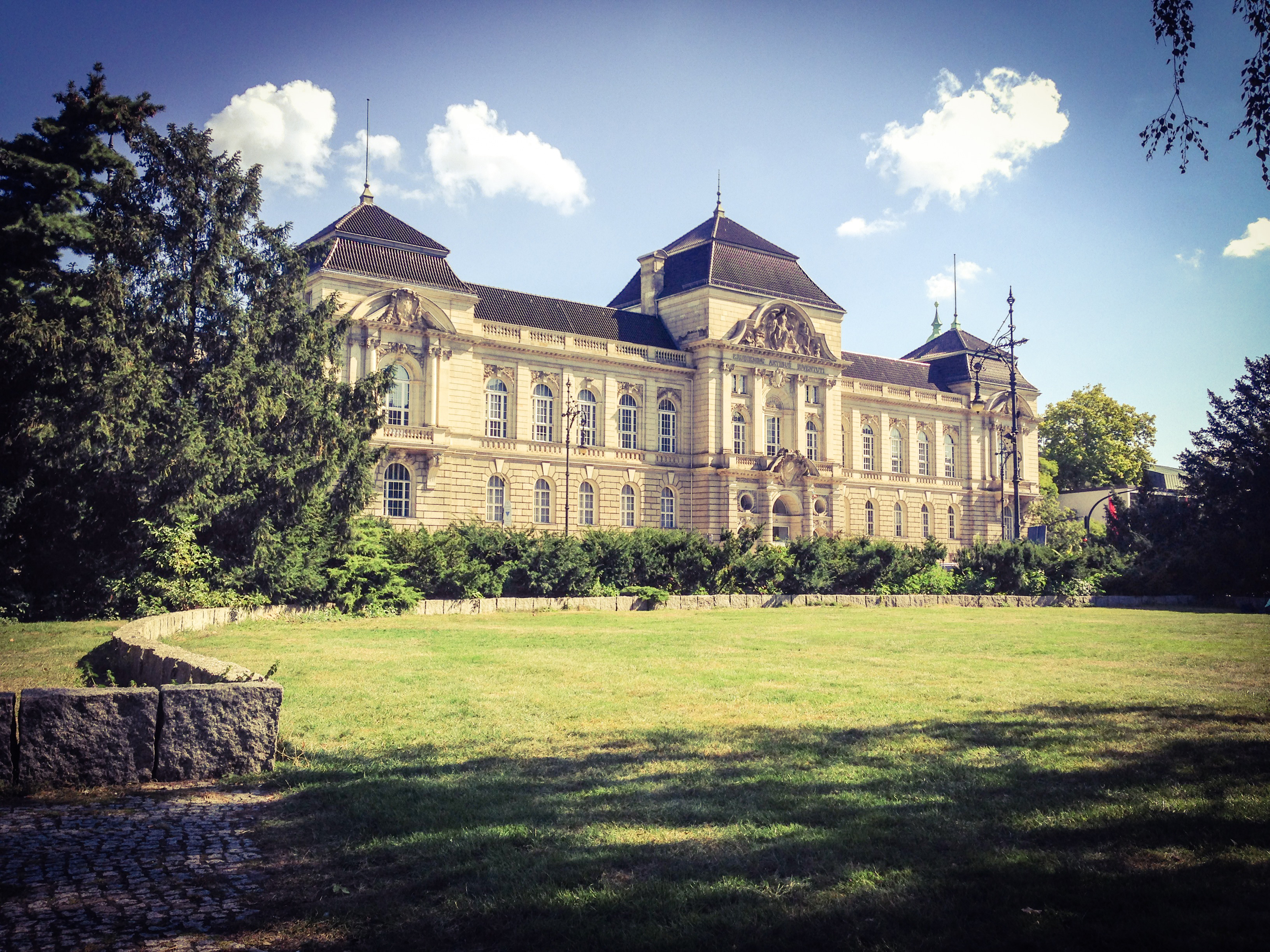
ベルリン芸術大学の校舎

## 沿革
UdKの起源は、絵画・視覚芸術・建築アカデミー（Academie der Mal-, Bild- und Baukunst）の創立まで遡ることができる。これは、後にプロイセン芸術アカデミー（Preußische Akademie der Künste）となる学校で、ブランデンブルク選帝侯フリードリヒ3世（プロイセン王フリードリヒ1世）により作られた。直接の前身校となったのは次の2校である。一つは、王立音楽演劇アカデミー（Königlich Akademischen Hochschule für ausübende Tonkunst）で、ヨーゼフ・ヨアヒムによって1869年に創立された。この学校は、シュテルン音楽院の伝統を引き継いでいた。またもう一校は、1875年創立の国立ベルリン美術学校である。
1975年に両学校は合併し、ベルリン芸術学校（Hochschule der Künste Berlin, HdK）と名付けられた。2001年11月に大学の地位を得た。

## キャンパス所在地
シャルロッテンブルク・ヴィルマースドルフ地区を中心に、約15カ所にキャンパスが分散している。大学の本館は、Zoologischer Garten駅に近いHardenbergstraße 33に位置している。

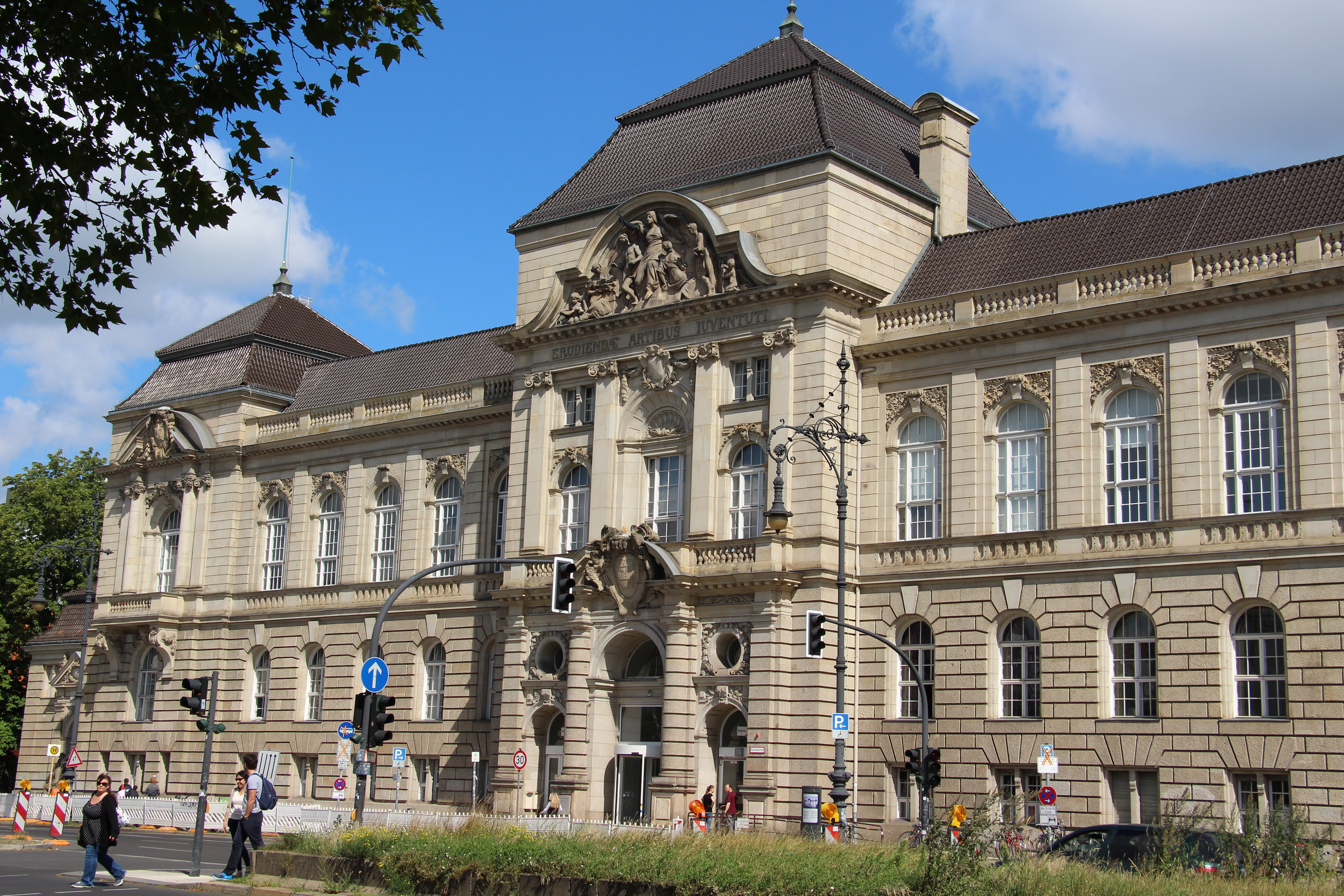
シャルロッテンブルグの本館
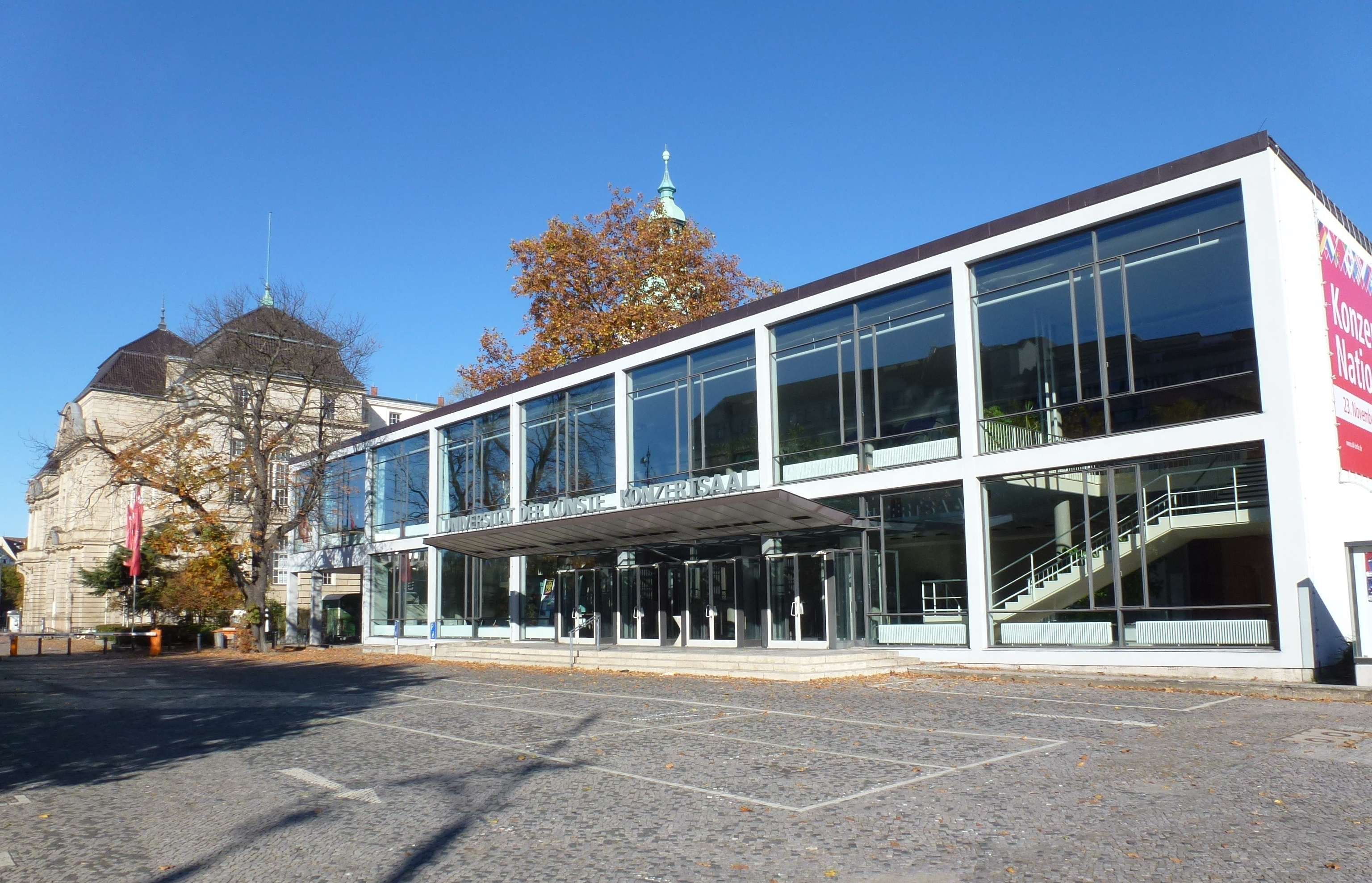
シャルロッテンブルグのコンサートホール
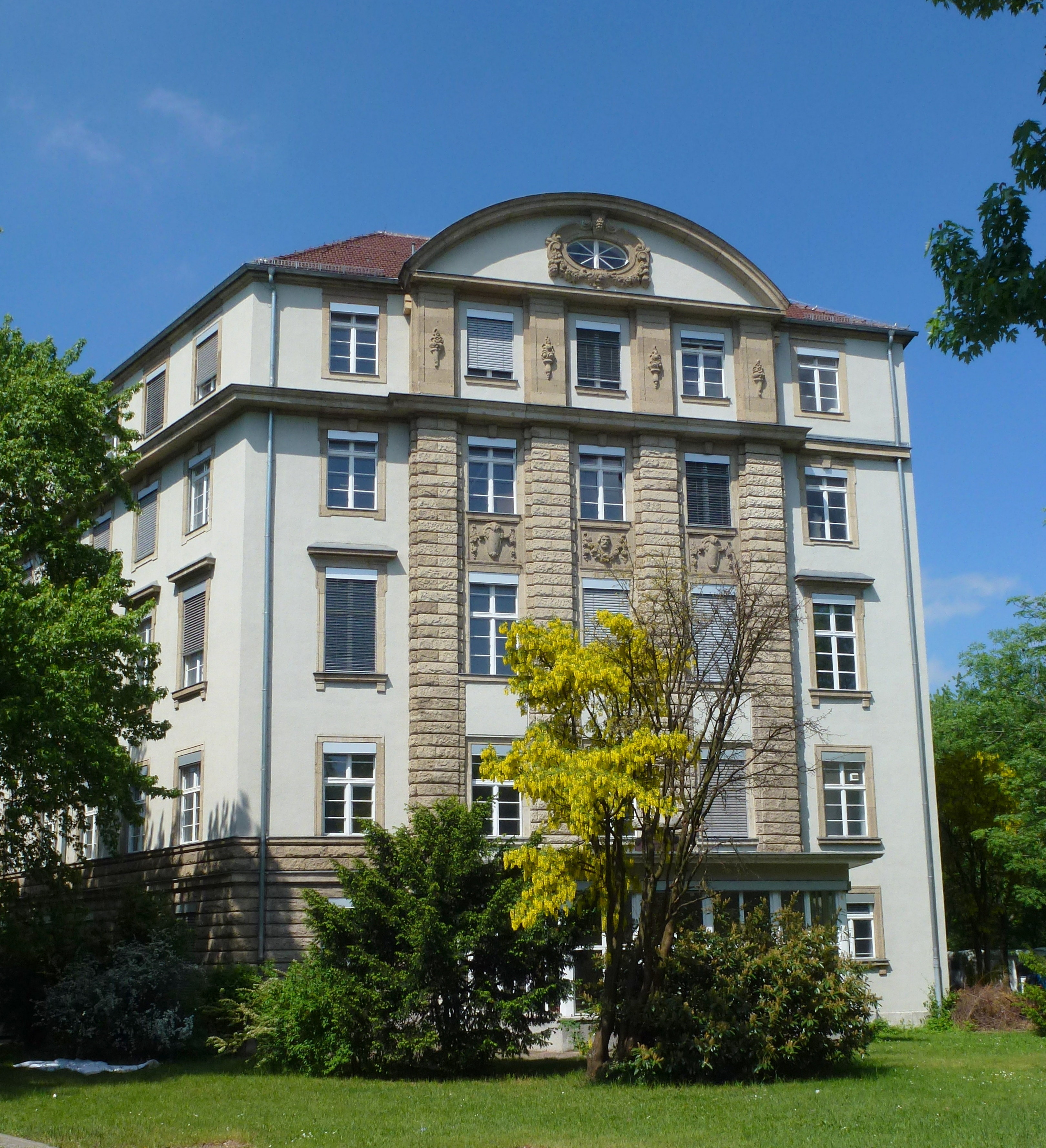
旧美術工芸師範学校の建物
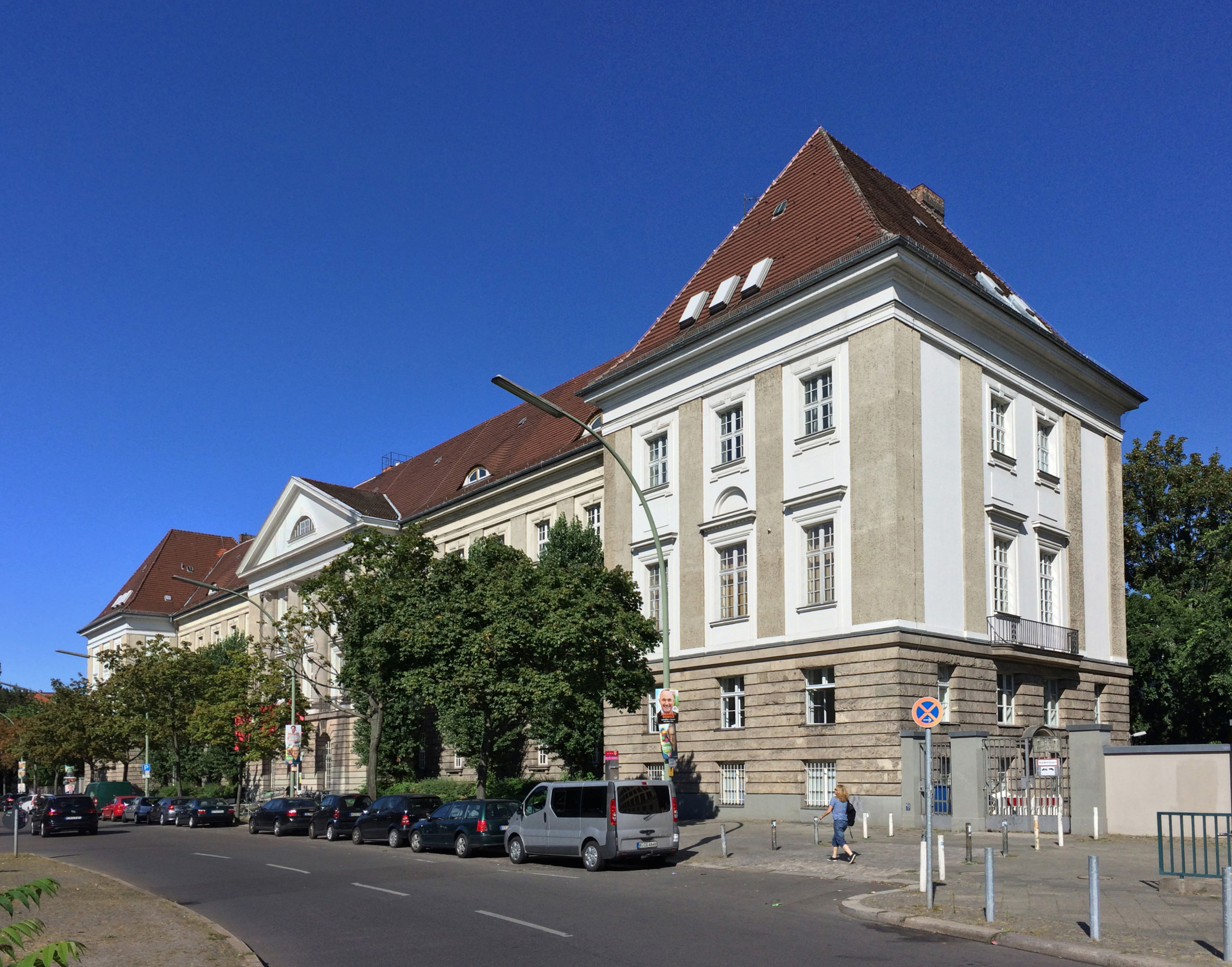
シェーネベルグのGrunewaldstraßeに所在するメディアハウス
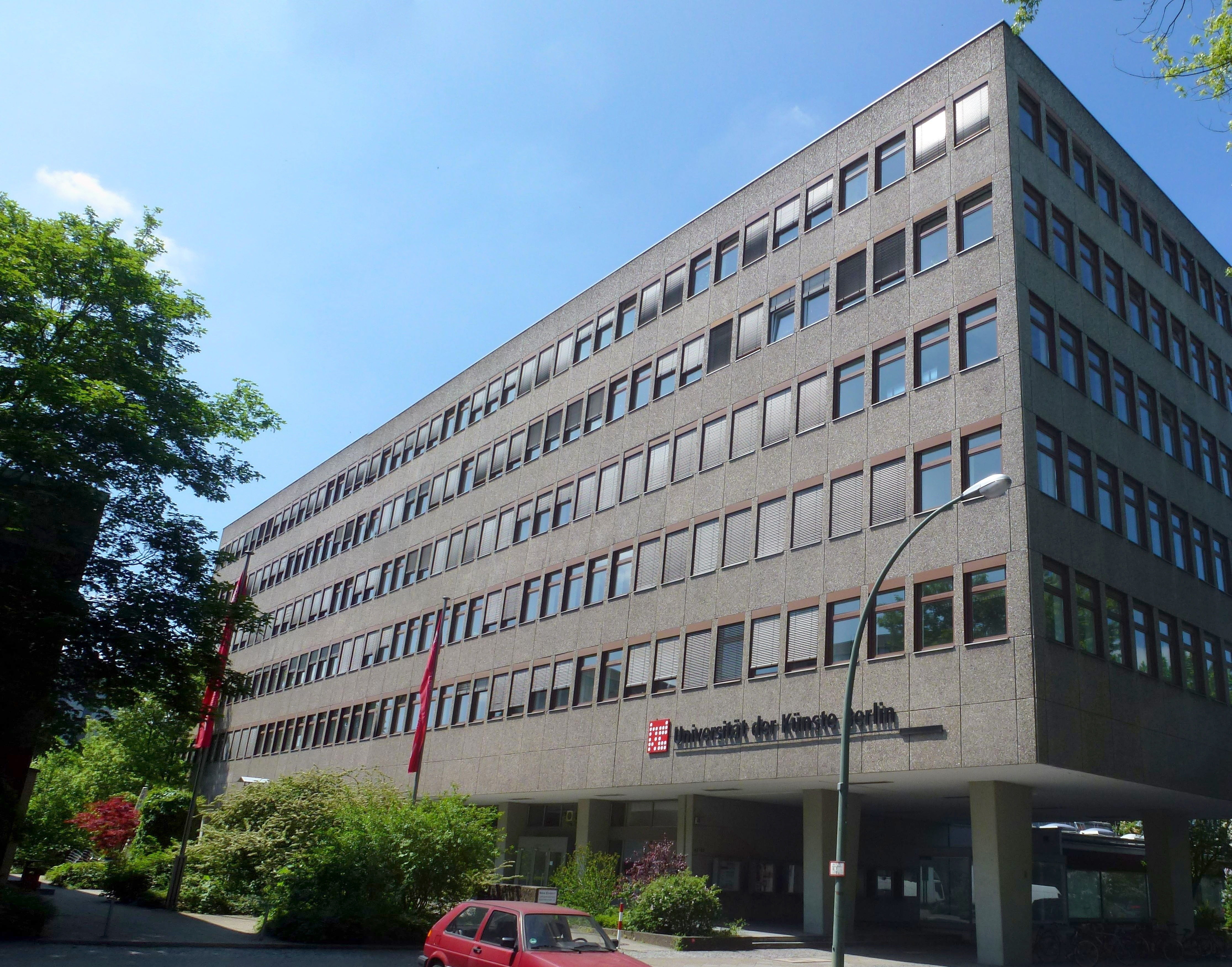
Einsteinuferに所在する大学事務局センター

## 交換留学
UdKへの交換留学プログラムの機会は、秋学期、冬学期に提供されており、芸術と、4学期開かれるドイツ語授業に関心のある学生を対象にしている。各学期に、UdKは100人の交換留学生を受け入れるが、これは大学間で結ばれる協定に基づいて行われる。交換留学に参加する学生は、住まいを自分で手配することが求められており、大学からのサポートはほとんどないに等しい。

## 著名な卒業生
- イグナーツ・ワーグハルター, 作曲家、指揮者
- イザベル・ムンドリー, 作曲家
- エドゥアルト・フランク
- エンノ・ポッペ, 作曲家
- オットー・クレンペラー, 指揮者
- ギュンター・グラス, 彫刻家、ノーベル文学賞受賞者（1999年）
- クラウディオ・アラウ, ピアニスト
- クルト・ヴァイル, 作曲家
- 長野羊奈子, 声楽家
- フジ子・ヘミング, ピアニスト
- ブルーノ・ワルター, 指揮者
- 細川俊夫, 作曲家
- モーリッツ・モシュコフスキ, ピアニスト、作曲家
- 山田耕筰, 作曲家
- 尹伊桑, 作曲家
- レオポルド・ゴドフスキー, ピアニスト
- en:Adolfo Odnoposoff, チェリスト
- en:Antonio Piedade da Cruz, (1895-1982) インドの画家・彫刻家[2]
- en:Arnulf Herrmann, 作曲家
- en:Burkhard Held, 画家
- en:Christa Frieda Vogel, 写真家
- en:Christian Leden, 音楽民俗学者、作曲家
- en:Felicitas Kukuck, 作曲家
- en:Gabriel and Maxim Shamir, (旧姓Scheftelovich), 1930年代初期のグラフィックデザイナー
- en:Jorinde Voigt, アーティスト
- en:Josephine Meckseper, アーティスト
- en:Kim Yusob, 韓国の画家
- en:Norbert Bisky, 画家
- en:Otto Kinkeldey, (1878–1966), 音楽学者、音楽学図書館のパイオニア
- en:Rudolph Polk, バイオリニスト
- en:SEO, アーティスト

## 著名な教員
- アルノルト・シェーンベルク 1922-1933
- イケムラレイコ
- ヴィヴィアン・ウエストウッド 1993–2005
- エマーヌエル・フォイアーマン 1929-1933
- オーレル・ニコレ 1926-
- オラファー・エリアソン 2009-2014
- カール・バルトス 2004-2009 - 客員教授
- 艾未未 2012–
- クララ・シューマン 1819-1896[3]
- ヒト・シュタイエル 2010–
- ダニエル・リヒター 2005–2006
- マックス・ロスタル 1928–1933
- ミッツィ・メイヤーソン
- 尹伊桑 1970-85
- ヨーゼフ・ヨアヒム 1869–1907
- en:Joseph Ahrens 1945–1969
- en:Wiel Arets 2005–2012
- en:Georg Baselitz –2005
- en:Jolyon Brettingham Smith 1977–1981
- en:John Burgan 1996–2001
- en:Massimo Carmassi
- en:Tony Cragg –2006
- Pascal Devoyon 1996-
- en:Heinz Emigholz
- en:Valérie Favre 2006-
- en:Friedrich Goldmann 1991-2005
- en:Christian Grube 1973-
- en:Elisabeth Grümmer 1965–1986
- en:Byung-Chul Han 2012-
- en:Klaus Hellwig 1980-
- en:Fons Hickmann 2007–
- en:Karl Hofer
- en:Gesche Joost 2011-
- en:Mark Lammert 2011-
- en:Matthias Sauerbruch 2012–2014
- en:Joachim Sauter
- en:Laszlo Simon 1981—2009
- en:Walter Stöhrer
- en:Witold Szalonek 1973–?
- en:Leo van Doeselaar 1995–
- Jean-Philippe Vassal 2012–
- Ji-Yeoun You 2009-
- en:Siegfried Zielinski 2007-
- en:Thomas Zipp 2008-